# Culmacris archaica
Culmacris archaica är en insektsart som beskrevs av Kenneth Hedley Lewis Key 1979. Culmacris archaica ingår i släktet Culmacris och familjen Morabidae. Inga underarter finns listade i Catalogue of Life.